# Aftontidningen
Se även Afton-Tidningen.
Aftontidningen (förkortad AT) var en socialdemokratisk kvällstidning i Stockholm, utgiven av Landsorganisationen (LO). Tidningen startades 1942 då LO ansåg att det behövdes en motvikt till Aftonbladet som ansågs alltför tysk- och Hitlervänlig. Tidningen lades ned den 3 november 1956, då LO i stället började ge ut Aftonbladet efter att ha köpt den och morgontidningen Stockholms-Tidningen av Torsten Kreuger.
Ett återkommande inslag var serien Stålfarfar av Ason.

## Chefredaktörer
Tidningens chefredaktörer var i kronologisk ordning dessa:
- Frans Severin (1942–1951)
- Ragnar Casparsson (1951–1952)
- Ivar Sundvik (1952–1956)